# ヴィクトリア・ズドロック
ヴィクトリア・ニカ・ズドロック博士（Dr. Victoria Nika Zdrok、1973年3月3日 - ）は、プレイメイト、ペントハウス・ペット・オブ・ザ・イヤー、アダルトビデオスター、弁護士、臨床心理士、セックスセラピスト、元親善大使である。ソビエト連邦（現在はウクライナ）・キエフ出身。

## 学歴
1989年、16歳の時にズドロックは「親善とペレストロイカとグラスノスチの大使」のような立場で大学の奨学生として旧ソビエト連邦からアメリカ合衆国に渡った。ズドロックはフロリダ州のペンサコラ短期大学を17歳で卒業し、18歳でペンシルベニア州のウェストチェスター大学を学士として卒業した。彼女はビラノバ大学のロースクールで法務博士の号を、ハーネマンメディカルスクールで臨床心理学のPh.D.を取得した。彼女は「法律と心理学が交わる分野」を専門にしようとし、当初は陪審コンサルタントになるつもりであった。彼女はロバート・ウッド・ジョンソンメディカルスクールでセックスセラピーにおけるポストドクターの資格を取得した。

## 職歴
ズドロックは1994年8月に「ミス・フィラデルフィア」になり、その後PLAYBOY誌1994年10月号のプレイメイトに選ばれた。あるインタビューでズドロックは彼女がPLAYBOYによる束縛を拒絶しなければ、自分がジュリー・リン・シャリーニを退けてプレイメイト・オブ・ザ・イヤーに選ばれていたと主張している。彼女は雑誌の他、ビデオ、映画、トーク番組にも出演した。
ズドロックはペントハウス・ペットとしてペントハウス2002年6月号のセンターフォールド（中央見開き折込ページ）も飾り、2004年には30歳でペントハウス・ペット・オブ・ザ・イヤーの称号を勝ち取った。彼女はリン・トーマスに次いで2人目のプレイメイトとペントハウス・ペット双方に名を連ねたモデルである。（プレイメイトとしては1997年5月のトーマスよりズドロックが先輩であるが、ペントハウス・ペットとしては2000年10月のトーマスの方が早い。）

## 他の仕事
ズドロックは『The Anatomy of Pleasure (ISBN 978-0741422484)』や『Dr. Z on Scoring: How to Pick Up, Seduce and Hook Up with Hot Women (ISBN 978-1416551553)』などセックスに関する本を何冊か書いている。またペントハウス誌に毎月コラムを書いている。
2008年2月29日、ズドロックはオピー＆アンソニーショー (The Opie & Anthony Show) にゲスト出演した。

## 私生活
2001年1月、彼女の夫アレキサンダー・ズドロックは1996年の彼らの離婚調停でヴィクトリアが以後の10年間彼女の所得から15%をアレキサンダーに支払うことに同意したにもかかわらず履行していないとして彼女を損害賠償で訴えた。ヴィクトリアは調停が無効であると主張して審理を差し止めようとしたが、判事の同意は得られなかった。彼女は上告したが受け入れられず、2003年12月9日、50,000ドルで夫と合意に達した。その後、彼女の元夫の弁護士エリオット・ゴールドバーグは、ヴィクトリア・ズドロックに関する個人的な詳細を明らかにすることができないことについて落胆したと表明した。2004年3月にズドロックがペントハウス・ペット・オブ・ザ・イヤーになった後、アレキサンダー・ズドロックは直前の和解をくつがえすため再度訴えた。キャロル・コーディ判事は彼の再度の訴訟をきびしく非難した。しかしヴィクトリア・ズドロックが完全に真実だけを語っていたと考えているわけではないとした一方で、ヴィクトリアが和解の時点で100,000ドルを授与されそうだということを知っていた証拠は無いとも語った。